# Merophysia striatella
Merophysia striatella is een keversoort uit de familie zwamkevers (Endomychidae). De wetenschappelijke naam van de soort werd in 1890 gepubliceerd door Edmund Reitter.